# Майордом
Майордом (на латински: maior domus) е ранносредновековна титла и висша длъжност, използвана главно в държавата на франките. Майордомът първоначално отговаря за кралския дворец, като управлява и някаква територия от кралството с разрешението на краля. Впоследствие властта на майордомите постепенно се увеличава и на практика преминава в техни ръце, докато кралят управлява само фиктивно – короната е в него. Един от най-известните днес майордоми е Карл Мартел.Той е добре познат с разгрома,който нанася на арабите,прииждащи към Франкската държава през 732г. Друг известен майордом е Пипин Къси, който впоследствие е признат от папата за крал на франките.